# Макаров Олександр Олександрович
Макаров Олександр Олександрович (15 липня 1935, Ростов-на-Дону) — український конструктор ракетно-космічної техніки. Генеральний директор ДП «Укркосмос» (з 1998).

## Життєпис
Народився 15 липня 1935 в родині видатного ракетобудівника Олександра Максимовича Макарова.
1958 закінчив фізико-технічний факультет Дніпропетровського університету.
З 1958 — працює в Особливому конструкторському бюро № 586 (з 1966 — КБ «Південне»).
1984 призначено директором спеціального проектно-конструкторського бюро «Орбіта».
З травня 1998 — очолює державне підприємство «Укркосмос».

## Відзнаки
- Лауреат Ленінської премії (1982) — за створення ракетного комплексу Р-36МУ (SS-18, Satan).
- Лауреат Державної премії України в галузі науки і техніки (1999) — за забезпечення виконання досліджень першим українським супутником «Січ-1».